# Lukov (Třebíči járás)
Lukov település Csehországban, a Třebíči járásban. Lukov Vícenice, Moravské Budějovice, Jakubov u Moravských Budějovic, Litohoř, Bohušice és Blatnice településekkel határos. Lakosainak száma 396 fő (2024. január 1.).

## Népesség
A település lakosságának változását az alábbi diagram mutatja:
| Lakosok száma | 469  | 413  | 500  | 462  | 337  | 367  | 373  | 388  | 400  | 396  |
|               | 1869 | 1890 | 1921 | 1950 | 1980 | 2001 | 2017 | 2019 | 2022 | 2024 |